# Kawasaki Super Meet 2012
Kawasaki Super Meet 2012 – mityng lekkoatletyczny, który odbył się 6 maja w japońskim mieście Kawasaki. Zawody były trzecią odsłoną cyklu World Challenge Meetings rozgrywanego pod egidą IAAF.

## Rezultaty

### Mężczyźni
| Konkurencja:                  | 1. miejsce                                                               | Rezultat   | 2. miejsce                                                            | Rezultat       | 3. miejsce                                                                    | Rezultat |
| Bieg na 100 m                 | Su Bingtian                                                              | 10,04w     | Michael Rodgers                                                       | 10,05w         | Kim Collins                                                                   | 10,07w   |
| Bieg na 800 m                 | Job Kinyor                                                               | 1:47,05    | Amine El Manaoui                                                      | 1:47,91        | Andreas Bube                                                                  | 1:48,19  |
| Bieg na 110 m przez płotki    | Liu Xiang                                                                | 13,09      | Omo Osaghae                                                           | 13,33          | Ronald Brookins                                                               | 13,69    |
| Bieg na 400 m przez płotki    | Takayuki Kishimoto                                                       | 49,31      | Johnny Dutch                                                          | 49,52          | Nathan Woodward                                                               | 50,38    |
| Bieg na 3000 m z przeszkodami | Jairus Kipchoge                                                          | 8:18,06 WL | Conseslus Kipruto                                                     | 8:19,49 PB WJL | Roba Gari                                                                     | 8:19,62  |
| Sztafeta 4 × 100 m            | Australia · Tim Leathart · Isaac Ntiamoah · Andrew McCabe · Joshua Ross  | 39,00      | Chiny · Zheng Dongsheng · Liang Jiahong · Su Bingtian · Zhang Peimeng | 39,02          | Japonia · Masashi Eriguchi · Ryōta Yamagata · Shinji Takahira · Yusuke Kotani | 39,03    |
| Sztafeta 4 × 400 m            | Japonia · Yusuke Ishizuka · Yūzō Kanemaru · Kei Takase · Hiroyuki Nakano | 3:04,15    | Australia · Kurt Mulcahy · Tristan Thomas · Craig Burns · Alex Carew  | 3:06,96        | Nowa Zelandia · Alex Jordan · Tama Toki · Frazer Wickes · James Mortimer      | 3:09,66  |
| Skok o tyczce                 | Yang Yansheng                                                            | 5,32       | Hiroki Ogita                                                          | 5,32           | Jordan Scott                                                                  | 5,32     |
| Skok w dal                    | Yohei Sugai                                                              | 7,98       | Ignisious Gaisah                                                      | 7,81           | Kim Deok-hyeon                                                                | 7,59     |
| Rzut młotem                   | Dilszod Nazarow                                                          | 77,34      | Paweł Fajdek                                                          | 76,31          | Markus Esser                                                                  | 76,29    |
| Rzut oszczepem                | Genki Dean                                                               | 81,43      | Yukifumi Murakami                                                     | 80,26          | Stuart Farquhar                                                               | 77,35    |

### Kobiety
| Konkurencja:               | 1. miejsce                                                                      | Rezultat | 2. miejsce                                             | Rezultat | 3. miejsce                                                        | Rezultat |
| Bieg na 100 m              | Allyson Felix                                                                   | 11,22    | Melissa Breen                                          | 11,38    | Chisato Fukushima                                                 | 11,39    |
| Bieg na 400 m              | Amantle Montsho                                                                 | 50,52    | Joanne Cuddihy                                         | 51,78    | Mary Wineberg                                                     | 52,36    |
| Bieg na 800 m              | Alem Gereziher                                                                  | 2:05,86  | Sianne Toemoe                                          | 2:06,22  | Bethany Praska                                                    | 2:06,90  |
| Bieg na 100 m przez płotki | Yvette Lewis                                                                    | 13,08    | Michelle Perry                                         | 13,11    | Ayako Kimura                                                      | 13,31    |
| Sztafeta 4 × 100 m         | Japonia · Saori Kitakaze · Momoko Takahashi · Chisato Fukushima · Kana Ichikawa | 44,29    | Chiny · Tao Yujia · Wei Yongli · Han Ling · Jiang Shan | 44,47    | Japonia · Tomoko Ota · Saori Imai · Mayumi Watanabe · Yumeka Sano | 44,93    |
| Skok w dal                 | Saeko Okayama                                                                   | 6,67w    | Cornelia Deiac                                         | 6,51w    | Karin Mey Melis                                                   | 6,50w    |